# Вилохвістка чорноспинна
Вилохві́стка чорноспинна (Enicurus immaculatus) — вид горобцеподібних птахів родини мухоловкових (Muscicapidae). Мешкає в Гімалаях і Південно-Східній Азії. 

## Опис
Довжина птаха становить 20,5-23 см, вага 25-29 г. Довжина крила у самців становить 8,6-9,8 см, у самиць 8,6-9,0 см, довжина хвоста становить 12,4-12,7 см, довжина дзьоба становить 20 мм. Голова, горло, шия з боків і верхня частина тіла чорні, на лобі велика біла пляма, яка переходить у "брови" над очима. Решта нижньої частини тіла біла. Крила чорні, першорядні покривні пера крил, а також основи другорядних і третьорядних махових пер білі, що формує на крилах широку білу смугу. Хвіст довгий, східчастий, глибоко роздвоєний. Стернові пера чорні з білими кінчиками, які формують на хвості білі смуги, крайні стернові пера пера повністю білі. Райдужки карі або темно-карі, дзьоб чорний, лапи рожевуваті або світло=тілесного кольору. 
Виду не притаманний статевий диморфізм. У молодих птахів біла пляма на лобі відсутня, а решта тіла має попелясто-коричневий або тьмяно-чорнуватий відтінок. За очима невеликі білі плями, пера на нижній частині тіла можують тати темні краї, що формують лускоподібний візерунок. Хвіст у молодих птахів відносно коротший. Дзьоб зверху має білуваті краї, знизу жовтуватий.

## Поширення і екологія
Чорноспинні вилохвістки мешкають в Гімалаях на півночі Індії (на схід від західного Уттаракханда), в Непалі, Сіккімі, Бутані, Північно-Східній Індії, а також на сході Бангладеш (Сілет, Читтагонг), в М'янмі, на північному заходу Таїланду, на південному заході Юньнаня і на південному сході Тибета. Живуть у вологих гірських субтропічних і тропічних лісах, на берегах річок і струмків, серед каміння і річкових валунів та на мулистих і піщаних мілинах. На заході ареалу птахи зустрічаються переважно на висоті до 1450 м над рівнем моря, на сході ареалу на висоті до 900 м над рівнем моря, в непалі на висоті від 75 до 1370 м над рівнем моря. 
Чорноспинні вилохвістки зустрічаються поодинці, іноді також парами або невеликими сімейними зграйками. Живляться водними комахами та їх личинками, а також ракоподібними. Віддають перевагу річками і струмкам зі швидкою течією, хоча трапляються і поблизу стоячих водойм. Гніздяться з березня по червень. Гніздо чашоподібне, робиться з сухого листя, моху і рослинних волокон, розміщується в дуплі мертвого дерева або в тріщині серед скель. В кладці 3 рожевих, дещо поцяткованих червонувато-коричневими плямками яйця розміром 20,8×15.8 мм. Будують гніздо, насиджують яйця і доглядають за пташенятами і самиці, і самці.